# Museu do Crédito Real
Museu do Crédito Real é um museu brasileiro que se localiza em Minas Gerais na cidade de Juiz de Fora.
Foi fundado em 1964, pelo então presidente do banco José Tostes de Alvarenga Filho, que começou a carreira como contínuo e, depois de se aposentar, passou a cuidar da memória do estabelecimento. na sede do antigo Banco de Crédito Real de Minas Gerais, instituição criada com autorização de D. Pedro II emitida em 1889 em carta régia que se encontra entre os documentos do acervo do museu. Tostes morreu em 1994 e, oito anos depois, recebeu uma homenagem póstuma, com a reinau-guração do espaço, restaurado pelo Governo de Minas Gerais.

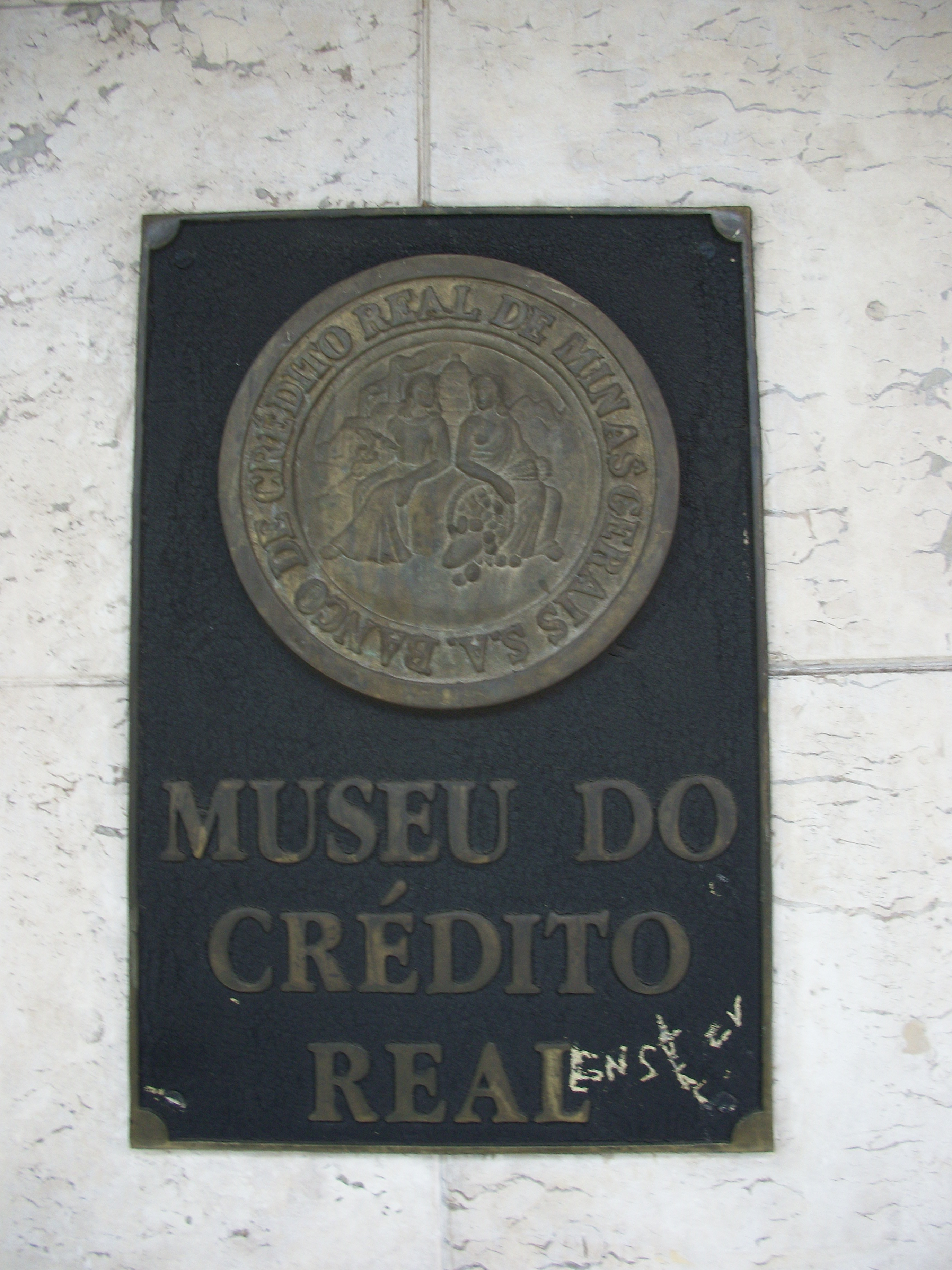
Placa do Museu próxima à sua porta.

Reúne em seu acervo cerca de 82.000 documentos como empréstimos, relatórios, balancetes, carteiras, escrituras, notas promissórias, cheques. Abriga também 10.000 fotografias, filmes e livros, além de peças de mobiliário, maquinário, objetos de escritório e cédulas e moedas da época do Brasil Colônia à atualidade e também de outros países.
O acervo do museu e o edifício foram tombados pelo IEPHA em março de 2005  .